# Энрикесы
Энри́кесы (Enríquez) — гранды Испании 1-го класса, как и короли династии Трастамара, происходившие от связи Альфонса Справедливого с прекрасной Леонорой де Гусман. С XV века только Энрикесам старшей линии было позволено носить титул адмирала Кастилии. Энрикесы из Тарифы —
один из пяти родов, между которыми до XIX века была разделена территория Андалусии. Род Энрикесов пресекся в начале XVIII века.

## Происхождение
Помимо короля Энрике II, плодом страсти короля Альфонсо к Леоноре де Гусман был Фадрике Альфонсо, сеньор Аро, убитый в Севилье своим братом Педро. Старший из его двух сыновей, Педро Кастильский, граф Трастамара, занимал должность коннетабля Кастилии, а младший, Алонсо Энрикес (1354—1429), сеньор Медина-де-Риосеко, имел чин адмирала. Последний и стал основателем рода Энрикесов. Адмирал погребён в основанном им монастыре св. Клары в Паленсии. 
Ближайшие потомки адмирала Энрикеса породнились с первейшими фамилиями королевства. Его внучка Хуана Энрикес — мать Фердинанда Католика, первого короля Испании. Сёстры Хуаны были замужем за герцогами Альба, Кардона и маркизом Асторга, две племянницы — за маркизами Приего и Дениа. Третья племянница, Мария Энрикес, поочерёдно была женой двух сыновей папы Александра VI, носивших титулы герцогов Гандиа. От её сына Хуана происходит испанская ветвь рода Борджиа.

## Герцоги де Медина-де-Риосеко
Благодаря близкому родству с королевской фамилией Энрикесы старшей линии занимали высокое положение при дворе. Глава рода носил титул адмирала Кастилии и герцога Медина-де-Риосеко. Наиболее заметный след в государственных делах из этого «дома адмиралов» (исп. la Casa de los Almirantes) оставил 7-й герцог де Медина-дель-Риосеко (1646—1705), имперский фельдмаршал, 11-й и последний адмирал Кастилии, вице-король Каталонии и Милана. После перехода испанского престола к Бурбонам он был изгнан в Португалию, а его имущество было конфисковано. Детей от браков с дочерьми 7-го и 8-го герцогов Мединасели он не оставил.
Его племянник Паскуаль Энрикес (1682—1736), 9-й герцог, также бездетный, — последний в роду Энрикесов. После смерти Филиппа V ему были возвращены конфискованные владения в Испании. Смерть Паскуаля положила начало череде судебных процессов за наследование, затянувшихся на треть века. Вместо ближайшей родственницы последнего Энрикеса, герцогини Монторо, герцогский титул Медина-дель-Риосеко с соответствующими имениями был в конечном счёте присуждён весьма дальнему родственнику — герцогу Бенавенте; затем вместе со всем имуществом Бенавенте его унаследовал герцог Осуна.

## Герцоги де Алькала-де-лос-Гасулес
От одного из братьев Хуаны Энрикес, владевшего городом Тарифа на южной оконечности Пиренейского полуострова, происходит андалусская ветвь Энрикесов, глава которой был в 1558 году пожалован титулом герцога Алькала-де-лос-Гасулес. Резиденцией главы рода служил выстроенный Энрикесами дом Пилата в Севилье. Женой 2-го герцога Алькала и матерью его детей была Хуана, дочь Эрнана Кортеса. Из тарифских Энрикесов произошло несколько крупных сановников:
- Фернандо Афан де Рибера (1583—1637), 3-й герцог Алькала, вице-король Каталонии (1619—22), Неаполя (1629—31), Сицилии (1632—35), наместник Милана (1636), покровитель художника Риберы.
- Пайо Энрикес де Ривера (1622—84), внебрачный сын предыдущего, епископ Гватемалы (1657—77), архиепископ Мехико (1668—81), вице-король Новой Испании (1673—80), президент Совета Индий.

Со смертью 3-го герцога эта линия Энрикесов пресеклась. Их титулы и владения унаследовала его племянница, Анна-Мария Энрикес (1613—45), жена герцога Мединасели.

## Графы Альба-де-Листе
Младший сын Алонсо Энрикеса владел областью Альба-де-Листе на испано-португальской границе и выстроил элегантный дворец в Саморе. От него происходят графы Альба-де-Листе и маркизы Альканьисес. После смерти последнего из них в 1709 году титул графа Альба-де-Листе унаследовал герцог Фриас, а титул маркиза Альканьисес ранее перешёл к Борджиа младшей линии. Эта ветвь рода Энрикесов произвела двух вице-королей Перу:
- Мартин Энрикес де Альманса;
- Луис Энрикес де Гусман.